# Donje Novo Selo
Donje Novo Selo je naselje u Republici Hrvatskoj, u sastavu Općine Nijemci, Vukovarsko-srijemska županija. 

## Stanovništvo
Prema popisu stanovništva iz 2001. godine, naselje je imalo 638 stanovnika te 180 obiteljskih kućanstava.

Prema popisu stanovništva 2011. godine naselje je imalo 498 stanovnika.
| broj stanovnika | 424   | 433   | 544   | 500   | 591   | 848   | 597   | 639   | 719   | 801   | 749   | 852   | 718   | 638   | 638   | 498   | 376   |
|                 | 1857. | 1869. | 1880. | 1890. | 1900. | 1910. | 1921. | 1931. | 1948. | 1953. | 1961. | 1971. | 1981. | 1991. | 2001. | 2011. | 2021. |

## Sport
- NK Polet Donje Novo Selo, nogometni klub
- ŠRD "Ikra" Donje Novo Selo, ribičko društvo
- LD "Gradina" Donje Novo Selo, lovačko društvo